# Gedankeneingebung
Gedankeneingebung ist ein Schizophrenie-Symptom ersten Ranges im Sinne von Kurt Schneider, bei dem der Betroffene denkt, dass eigene Gedanken von außen eingegeben seien, z. B.: „Sie legen mir Gedanken in den Kopf“.
Gedankeneingebungen sind Teil des psychotischen Erlebens und können bei Ich-Störungen, also psychischen Erkrankungen (beispielsweise Schizophrenie), auftreten. Des Weiteren können durch die direkte Wirkung einer Substanz (Drogen, Medikamente) ausgelöst werden.
Manche Patienten attribuieren die Fremdeinwirkung zu bestimmten Personen oder sogar Gegenständen. Ob derartige Erklärungen diagnostisch relevant sind, wird jedoch in der Forschung nicht ausführlich thematisiert. Während einige Psychologen Gedankeneingebung als wahnhaft und pathologisch ansehen, gibt es auch die Annahme, dass Gedankeneingebungen mitnichten pathologisch sein müssen. In der Literatur wird ein Fall beschrieben, bei dem ein Patient zwar Symptome von Gedankeneingebung aufweist, diese aber mit seinen religiösen Glaubenssätzen übereinstimmen und er voll funktions- und berufsfähig ist.
Gedankeneingebung grenzt sich von Theory of Mind in der Qualität der Wahrnehmung insofern ab, als von den Betroffenen eine klare Abweichung zum eigenen Ich wahrgenommen wird. In Anlehnung an die Wahrnehmung der Fähigkeit der Gedankenübertragung scheint die wahrgenommene Ich-Grenze in beide Richtungen durchlässig. Bei der Gedankeneingebung ist die Durchdringung nach innen gerichtet, während sie bei der Gedankenübertragung nach außen gerichtet ist.